# Jorge Enríquez García
Jorge Enríquez García (Mexicali, Baja California, 8 de enero de 1991) es un Exfutbolista mexicano. Jugaba como mediocampista y su último equipo fue Venados Fútbol Club, de la Liga de Expansión MX.

## Trayectoria

### Inicios
Mediocampista de contención, defensa central y mediocampista ofensivo.

### Club Deportivo Guadalajara
Apareció por primera vez en el Máximo Circuito en el Torneo Bicentenario 2010 de la mano del timonel José Luis Real dentro de la Jornada Seis en la visita y triunfo ante los Tuzos del Pachuca por 0-1, luego de cumplir un proceso de formación en las Fuerzas Básicas de Chivas donde su crecimiento se dio de manera gradual.Caracterizado por su eficacia en la recuperación del balón, capacidad de cabeceo, a su gran potencia de tiro y ese estilo inusual de recorrer a una velocidad la cancha gracias a su enorme zancada, tras consumar su debut al joven rojiblanco nacido en Mexicali se le fue depositando la confianza por parte de José Luis Real para acumular minutos con el primer equipo del Guadalajara, y llegaron así una destacada actuación en la Liguilla del Bicentenario ante Monarcas Morelia y la ascendente continúo en la edición 50 de la Copa Libertadores de América en la que fue pieza importante para que el Rebaño llegara a disputar la Final ante Internacional de Porto Alegre. Datos estadísticos destacados. Debutó en el Bicentenario 2010, en el partido de la Jornada Seis contra Pachuca. Dos de los tres goles que ha anotado en la Primera División, dos fueron en Liguilla, ante Morelia en el Bicentenario 2010 y contra Querétaro en el Apertura 2011, ambos en cuartos de final; el otro fue ante León en el Apertura 2012. De los 72 partidos que tiene en el Máximo Circuito desde su debut, 52 han sido como titular.

### Club León
El 6 de diciembre de 2015, se confirma el Préstamo del Chatón Enríquez al Club León por 6 meses.

### Deportivo Tepic
Sin tener casi minutos de juego en el Club León, y sin comprar su carta, Chaton Enríquez pasa al Deportivo Tepic a Préstamo, de cara al Apertura 2016.

### Club Santos Laguna
En el Draft Clausura 2017, el Club Santos Laguna por petición de José Manuel de la Torre, adquiere al Chatón a préstamo por 1 año con opción a compra, con permiso de Chivas dueño de su carta, siendo el tercer refuerzo de cara al Clausura 2017.

### Club Puebla
En diciembre de 2017, fue anunciado como el primer refuerzo del Club Puebla de cara al Clausura 2018. En mayo de 2018, el Club Puebla anunció que no renovarían el préstamo.

### AC Omonia Nicosia
El 14 de junio se confirma su fichaje con el AC Omonia Nicosia, en compra definitiva a Chivas, siendo así su traspaso al fútbol europeo.

### Salamanca CF UDS
El 2 de abril se confirma su fichaje con el Salamanca CF UDS, tras rescindir el 31 de enero con el AC Omonia Nicosia, siendo así su segundo traspaso en fútbol europeo.

## Selección nacional
| Club               | País   | PJ | Goles | Periodo         |
| ------------------ | ------ | -- | ----- | --------------- |
| Selección Mexicana | México | 14 | 1     | 2012 - Presente |

### Participaciones en Concacaf
Levantó el trofeo del Campeonato Sub-20 de la Concacaf de 2011, siendo Capitán y uno de los jugadores más importantes para la Selección Menor.
Enríquez, que también ganó el Torneo Esperanzas de Toulón, la medalla de oro en los Juegos Panamericanos Guadalajara 2011 y en los Olímpicos de Londres 2012, valoró que se mantenga una línea recta en todos los procesos del Tri, desde las categorías menores hasta la mayor, pues facilita la adaptación del jugador.
‘Los procesos son muy parecidos, venimos de una base muy buena de trabajo en las selecciones menores, no es difícil cuando el sistema es casi el mismo’, indicó el futbolista de Chivas, quien debutó ante Guyana con el Tri mayor.
Enríquez tiene sus metas claras y a nivel de selección espera ser un elemento regular en el resto de las eliminatorias mundialistas.

### Participaciones en Copa América
| Torneo            | Sede      | Resultado    |
| ----------------- | --------- | ------------ |
| Copa América 2011 | Argentina | Primera fase |

### Copa Mundial Sub-20
Para la Copa Mundial de Fútbol Sub-20 de 2011 realizada en Colombia fue pieza clave rescatando balones importantes, también fungió como Capitán en sus 7 partidos disputados y como candidato al Balón de Oro del torneo, al término de este torneo mundialista, Enríquez obtiene el Balón de Bronce otorgado por la FIFA por su gran desempeño con la Selección de fútbol sub-20 de México.

### Trayectoria
Mundialista Sub-20 con México en Colombia 2011, donde obtuvo el Balón de Bronce del torneo.
Lo debutó José Luis Real en el Torneo Bicentenario 2010, entró por Adolfo Bautista en el minuto 86 jugando en el Estadio Hidalgo de Pachuca.
Su primer partido internacional fue el 4 de mayo de 2010, en el José Amalfinati de Argentina, Chivas perdió 0-2 con Vélez Sarsfield pero mantuvo el marcador global a favor y avanzó a cuartos de final.
Debutó con la Selección Mexicana en la Copa América 2011 al mando de Luis Fernando Tena.
Asistió y ganó, con la Selección Sub-23, los torneos Preolímpico de Concacaf, obteniendo el pase a las Olimpiadas de Londres, y Esperanzas de Toulon 2012.
| Mundial                     | Sede     | Resultado    | Partidos | Goles |
| --------------------------- | -------- | ------------ | -------- | ----- |
| Copa Mundial Sub-20 de 2011 | Colombia | Tercer lugar | 7        | 1     |

### Torneo Esperanzas de Toulon
En 2012 participó con la Selección Olímpica en el que resultaron Campeones del certamen disputado en Francia.

### Participaciones en Juegos Olímpicos
En julio de 2012 fue incluido en la lista de 18 jugadores que representaron a México en el Torneo de Fútbol Masculino de los Juegos Olímpicos de Londres 2012.
| Copa                             | Sede    | Resultado      |
| -------------------------------- | ------- | -------------- |
| Juegos Olímpicos de Londres 2012 | Londres | Medalla de oro |

### Participaciones en Copas de Oro de la CONCACAF
| Copa                            | Sede           | Resultado    |
| ------------------------------- | -------------- | ------------ |
| Copa de Oro de la Concacaf 2013 | Estados Unidos | Tercer lugar |

## Estadísticas
Actualizado al último partido jugado el 3 de marzo de 2022.

### Clubes
| C. D. Guadalajara · México |               |               |     |    |    |   |   |     |     |   |
| 1ª | 2009-10       | 7             | 1   | -  | -  | 2 | 0 | 9   | 1   |   |
| 1ª | 2010-11       | 16            | 0   | -  | -  | - | - | 16  | 0   |   |
| 1ª | 2011-12       | 16            | 1   | -  | -  | 4 | 0 | 20  | 1   |   |
| 1ª | 2012-13       | 24            | 1   | -  | -  | 2 | 0 | 26  | 1   |   |
| 1ª | 2013-14       | 19            | 0   | 2  | 0  | - | - | 21  | 0   |   |
| 1ª | 2014-15       | 16            | 1   | 13 | 0  | - | - | 29  | 1   |   |
| 1ª | 2015          | 10            | 0   | 3  | 0  | - | - | 13  | 0   |   |
| Total club | Total club    | 108           | 4   | 18 | 0  | 8 | 0 | 134 | 4   |   |
| C. León · México |               |               |     |    |    |   |   |     |     |   |
| 1ª | 2016          | 8             | 0   | 2  | 1  | - | - | 10  | 1   |   |
| Total club | Total club    | 8             | 0   | 2  | 1  | 0 | 0 | 10  | 1   |   |
| D. Tepic · México |               |               |     |    |    |   |   |     |     |   |
| 2ª | 2016          | 6             | 0   | 1  | 0  | - | - | 7   | 0   |   |
| Total club | Total club    | 6             | 0   | 1  | 0  | 0 | 0 | 7   | 0   |   |
| C. Santos Laguna · México |               |               |     |    |    |   |   |     |     |   |
| 1ª | 2017          | 8             | 0   | 5  | 0  | - | - | 13  | 0   |   |
| 1ª | 2017-18       | 6             | 1   | 2  | 0  | - | - | 8   | 1   |   |
| Total club | Total club    | 14            | 1   | 7  | 0  | 0 | 0 | 21  | 1   |   |
| C. Puebla · México |               |               |     |    |    |   |   |     |     |   |
| 1ª | 2018          | 8             | 0   | 2  | 0  | - | - | 10  | 0   |   |
| Total club | Total club    | 8             | 0   | 2  | 0  | 0 | 0 | 10  | 0   |   |
| AC Omonia Nicosia Chipre |               |               |     |    |    |   |   |     |     |   |
| 1ª | 2018-19       | 6             | 0   | -  | -  | - | - | 6   | 0   |   |
| Total club | Total club    | 6             | 0   | 0  | 0  | 0 | 0 | 6   | 0   |   |
| Salamanca CF UDS · España |               |               |     |    |    |   |   |     |     |   |
| 3ª | 2018-19       | 6             | 0   | -  | -  | - | - | 6   | 0   |   |
| 3ª | 2019-20       | 6             | 0   | -  | -  | - | - | 6   | 0   |   |
| Total club | Total club    | 12            | 0   | 0  | 0  | 0 | 0 | 12  | 0   |   |
| Venados · México |               |               |     |    |    |   |   |     |     |   |
| 2ª | 2020-21       | 15            | 1   | -  | -  | - | - | 15  | 1   |   |
| 2ª | 2021-22       | 25            | 0   | -  | -  | - | - | 25  | 0   |   |
| Total club | Total club    | 40            | 1   | 0  | 0  | 0 | 0 | 40  | 1   |   |
| Total carrera | Total carrera | Total carrera | 202 | 6  | 30 | 1 | 8 | 0   | 240 | 7 |
| (1)Incluye datos de la Copa México (2)Incluye datos de la Copa Libertadores de América (2010, 2012) y Concacaf Liga de Campeones (2012-13) |               |               |     |    |    |   |   |     |     |   |

### Selecciones
| Competición                              | Categoría | Sede                                 | Resultado      | PJ | G |
| ---------------------------------------- | --------- | ------------------------------------ | -------------- | -- | - |
| Campeonato Sub-20 de la Concacaf de 2011 | Sub-20    | Guatemala                            | Campeón        | 5  | 0 |
| Copa Mundial de Fútbol Sub-20 de 2011    | Sub-20    | Colombia                             | Tercer lugar   | 7  | 1 |
| Juegos Panamericanos de 2011             | Sub-22    | México                               | Medalla de oro | 5  | 1 |
| Preolímpico de Concacaf de 2012          | Sub-23    | Estados Unidos                       | Campeón        | 5  | 0 |
| Torneo Esperanzas de Toulon de 2012      | Sub-23    | Francia                              | Campeón        | 5  | 0 |
| Juegos Olímpicos de Londres 2012         | Sub-23    | Reino Unido                          | Medalla de oro | 6  | 1 |
| Copa América 2011                        | Absoluta  | Argentina                            | Primera fase   | 3  | 0 |
| Copa de Oro de la Concacaf 2013          | Absoluta  | Estados Unidos                       | Semifinal      | 3  | 0 |
| Eliminatorias Mundialistas 2014          | Absoluta  | Norteamérica, Centroamérica y Caribe | Clasificado    | 2  | 0 |
| Total                                    | –         | –                                    | –              | 41 | 3 |

### Resumen estadístico
| Competencia                | Partidos | Goles |
| -------------------------- | -------- | ----- |
| Liga                       | 130      | 4     |
| Copas nacionales           | 26       | 1     |
| Copas internacionales      | 14       | 0     |
| Selección de México        | 8        | 0     |
| Selección de México Sub-23 | 16       | 1     |
| Selección de México Sub-22 | 5        | 1     |
| Selección de México Sub-20 | 12       | 1     |
| Total                      | 211      | 8     |

## Palmarés

### Campeonatos nacionales
| Título  | Club        | País   | Año  |
| ------- | ----------- | ------ | ---- |
| Copa MX | Guadalajara | México | 2015 |

### Campeonatos internacionales
| Título                           | Equipo             | Sede           | Resultado      | Año  |
| -------------------------------- | ------------------ | -------------- | -------------- | ---- |
| Campeonato Sub-20 de la Concacaf | Selección Mexicana | Guatemala      | Campeón        | 2011 |
| Juegos Panamericanos             | Selección Mexicana | México         | Medalla de oro | 2011 |
| Preolímpico de Concacaf          | Selección Mexicana | Estados Unidos | Campeón        | 2012 |
| Torneo Esperanzas de Toulon      | Selección Mexicana | Francia        | Campeón        | 2012 |
| Juegos Olímpicos                 | Selección mexicana | Londres        | Medalla de oro | 2012 |

### Distinciones individuales
| Distinción                                | Año  |
| ----------------------------------------- | ---- |
| Balón de Bronce de la Copa Mundial Sub-20 | 2011 |